# Classicisme nordique

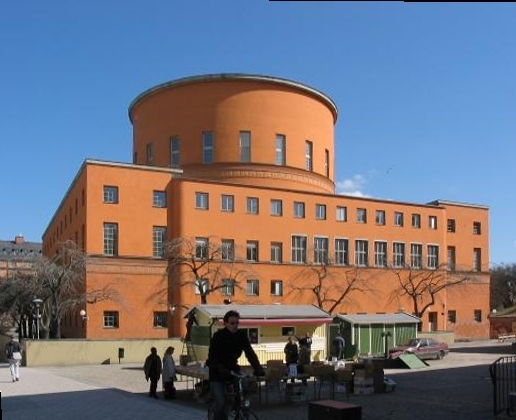
Bibliothèque publique de Stockholm, Gunnar Asplund, 1920-28.

Le classicisme nordique est un style architectural qui a brièvement fleuri aux Pays nordiques entre les années 1910 et 1930.
Jusqu'à un regain d'intérêt pour cette période dans les années 1980 (marqué par différentes publications érudites et des expositions), le Classicisme nordique était vu comme une simple parenthèse entre deux courants architecturaux bien mieux connus, le style romantique national ou l'Art nouveau et le fonctionnalisme.

## Histoire
Le développement du Classicisme nordique ne fut pas un phénomène isolé, mais dériva de la tradition classique déjà existante dans les pays nordiques, et dont de nouveaux concepts avaient été poursuivis dans les pays de culture germanique. Le Classicisme nordique est caractérisé par une combinaison directe et indirecte d'influences venant de l'architecture vernaculaire (nordique, italienne et allemande) et de néoclassicisme, mais aussi par les premières manifestations du Modernisme par l'entremise du Deutscher Werkbund – notamment leur exposition de 1914 – et de L'Esprit nouveau, la revue de Le Corbusier dans le milieu des années 1920.

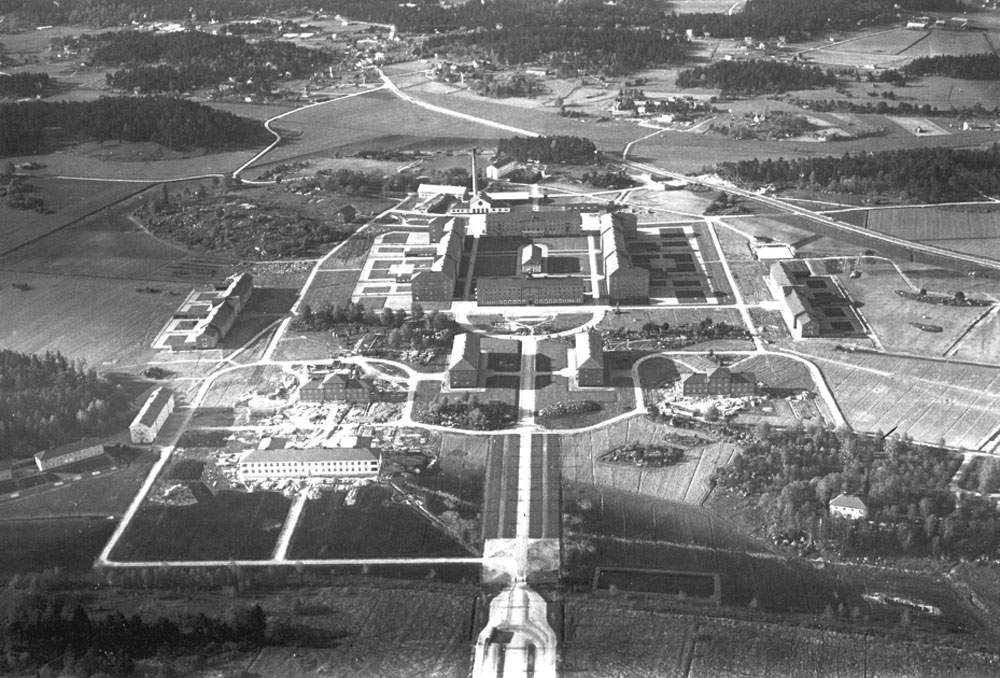
Hôpital Beckomberga (1927-1935) construit par Carl Westman

Le Modernisme influença ce style vers plus de simplicité : l'urbanisation liée aux techniques de construction modernes et l'introduction de réglementations à la fois dans la construction et l'urbanisme. De plus la montée d'acteurs sociaux font prendre en compte des considérations de gauche, amenant la politique d'État providence et de nouveaux programmes de bâtiments publics comme des hôpitaux (par exemple l'hôpital Beckomberga de Carl Westman, 1927-1935) ou des écoles (par exemple l'école Fridhemsplan de Georg A. Nilsson, 1925-1927). Cependant, alors que le Classicisme nordique était utilisé pour de nombreux bâtiments publics de première importance, il servait aussi de modèle pour des habitations bon marché (par exemple la cité-jardin de Käpylä à Helsinki de Martti Välikangas, 1920-1925) et l'architecture domestique en général.
1930 est souvent considérée comme le point final du style classique nordique car ce fut l'année de l'exposition de Stockholm, conçue en grande partie par Gunnar Asplund et Sigurd Lewerentz. Un style Modernisme plus pur fut alors proposé comme modèle de la société moderne. Cependant des bâtiments importants continuèrent à être construits dans un style classique après cette date, notamment le musée maritime de Stockholm construit par Östberg (1931-34).

## Les architectes-clés du Classicisme nordique

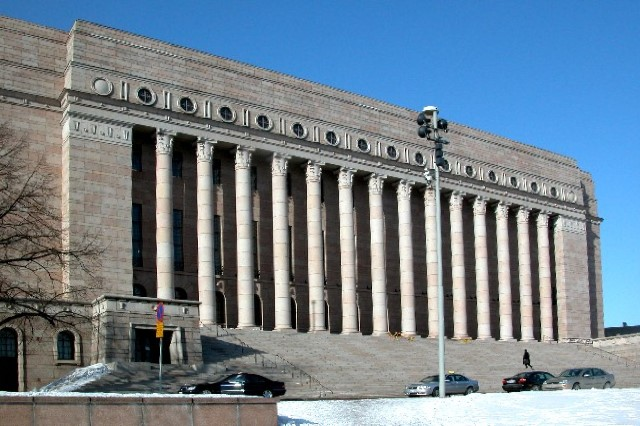
Parlement de Finlande (1926-1931) par Johan Sigfrid Sirén.

Certains architectes de ces contrées nordiques avaient déjà produit l'essentiel de leur travail quand le style romantique national se développa, comme Ivar Tengbom et Ragnar Östberg bien que leurs œuvres plus tardives furent exécutées dans le style classique nordique. D'autres au contraire (par exemple Arne Jacobsen, Alvar Aalto et Sven Markelius) obtiendront une grande renommée par la suite mais dans un style Moderne. Les deux figures qui réussiront à avoir une grande importance dans les deux périodes furent les architectes suédois Gunnar Asplund et Sigurd Lewerentz.
En Suède : Ragnar Östberg, Gunnar Asplund, Carl Westman, Sigurd Lewerentz, Carl Bergsten, Sigfrid Ericson, Torben Grut, Ragnar Hjorth, Cyrillus Johansson, Erik Lallerstedt, Gunnar Leche, Sven Markelius, Gunnar Morssing, George Nilsson, Ture Ryberg, Albin Stark, Eskil Sundahl, Lars Israel Wahlman, Sven Wallander, Hakon Ahlberg et Ivar Tengbom;
Au Danemark : Kay Fisker, Hack Kampmann, Kaj Gottlob, Ivar Bentsen, Povl Baumann, Poul Holsøe, Edvard Thomsen, Thomas Havning, Holger Jacobsen, Kaare Klint, Arne Jacobsen, Carl Petersen, Aage Rafn, Steen Eiler Rasmussen, Sven Risom et Frits Schlegel;
En Norvège : Lars Backer, Lorentz Ree, Sverre Pedersen, Nicolai Beer, Finn Berner, Harald Hals, Herman Munthe-Kaas, Gudolf Blakstad, Finn Bryn, Jens Dunker et Johan Ellefsen.
En Finlande : Gunnar Taucher, Uno Ullberg, Martti Välikangas, Johan Sigfrid Sirén, Alvar Aalto, Pauli Blomstedt, Elsi Borg, Erik Bryggman, Hilding Ekelund, Heikki Siikonen et Oiva Kallio.
Bien que ces architectes soient ici présentés selon leur nationalité, il faut savoir qu'il exista d'importants liens et échanges culturels entre ces pays durant cette période (beaucoup d'architectes travaillèrent dans un ou plusieurs des autres pays scandinaves), mais aussi un considérable développement de la sphère de l'activité architecturale, depuis le métier de consultant pour la bourgeoisie jusqu'à urbaniste supervisant le développement des infrastructures, de l'habitation et des services publics. Henrik O. Anderson, comme historien suédois, proposa de considérer ce style comme une manifestation architecturale de la société démocratique, évitant tout avant-gardisme trop radical. De plus, à l'exception de la Finlande, les pays scandinaves s'étaient tous mis à l'écart des hostilités de la Grande Guerre, permettant de poursuivre leur développement culturel.

## Liens avec d'autres courants de la pensée architecturale

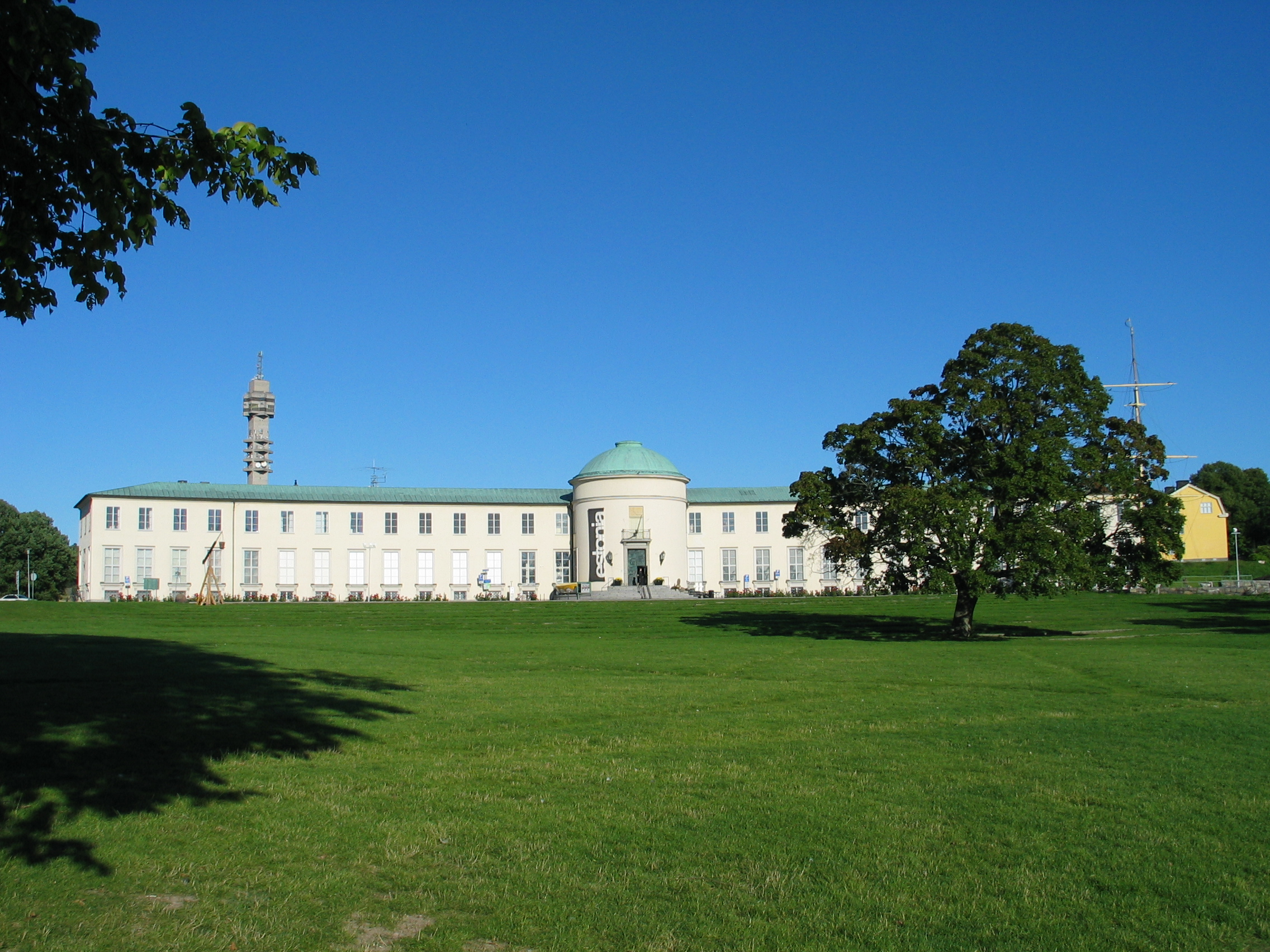
Le musée de la marine (1931-1934) de Ragnar Östberg.

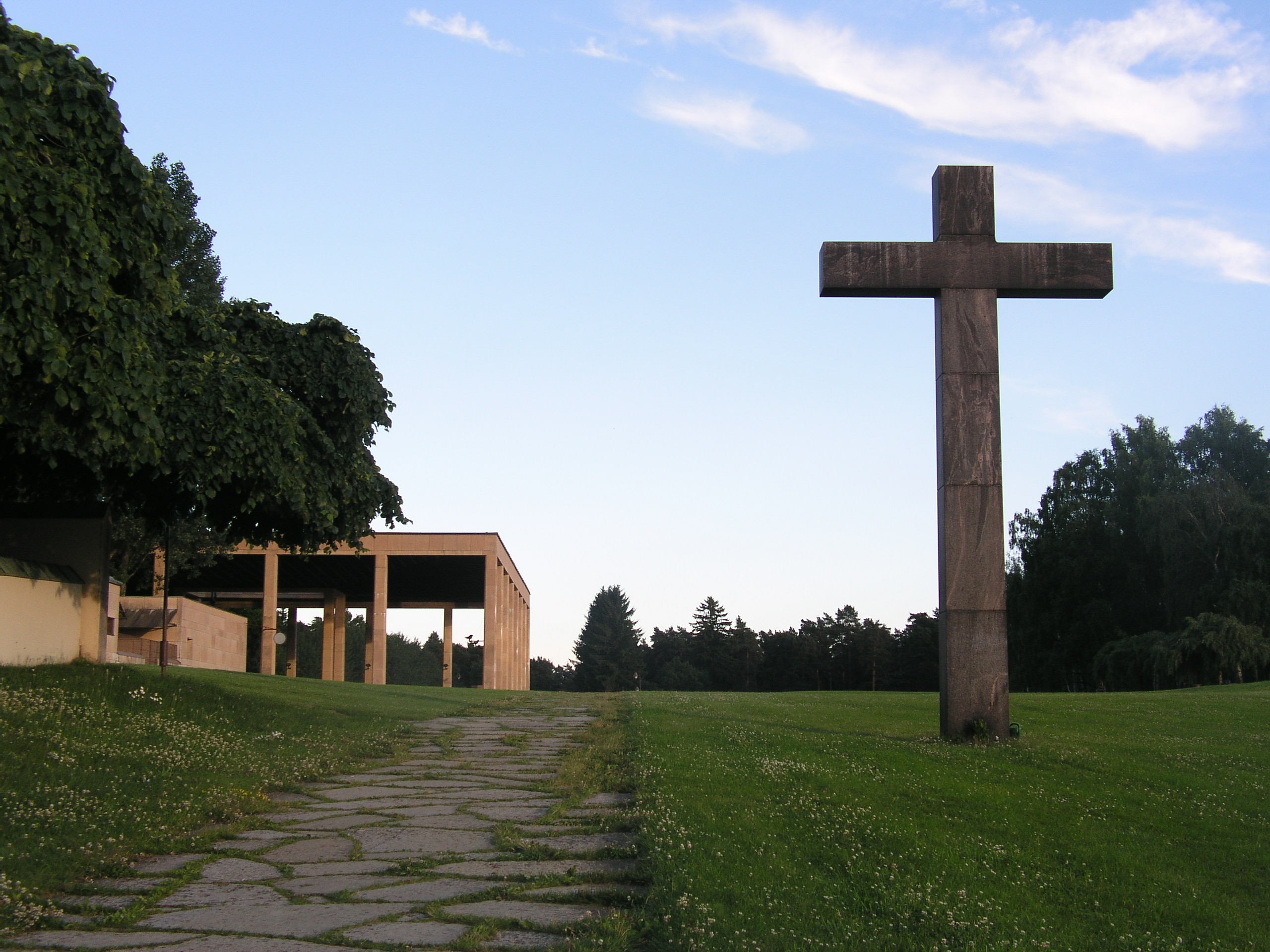
Skogskyrkogården (1917-1940) de Gunnar Asplund et Sigurd Lewerentz

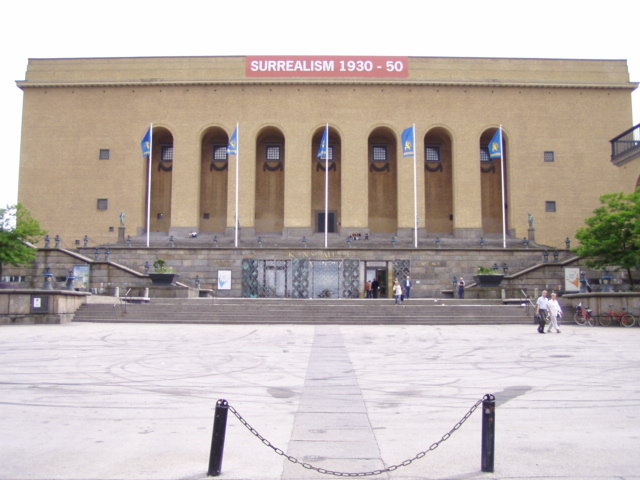
Musée d'Art de Göteborg (1923) de Sigfrid Ericson.

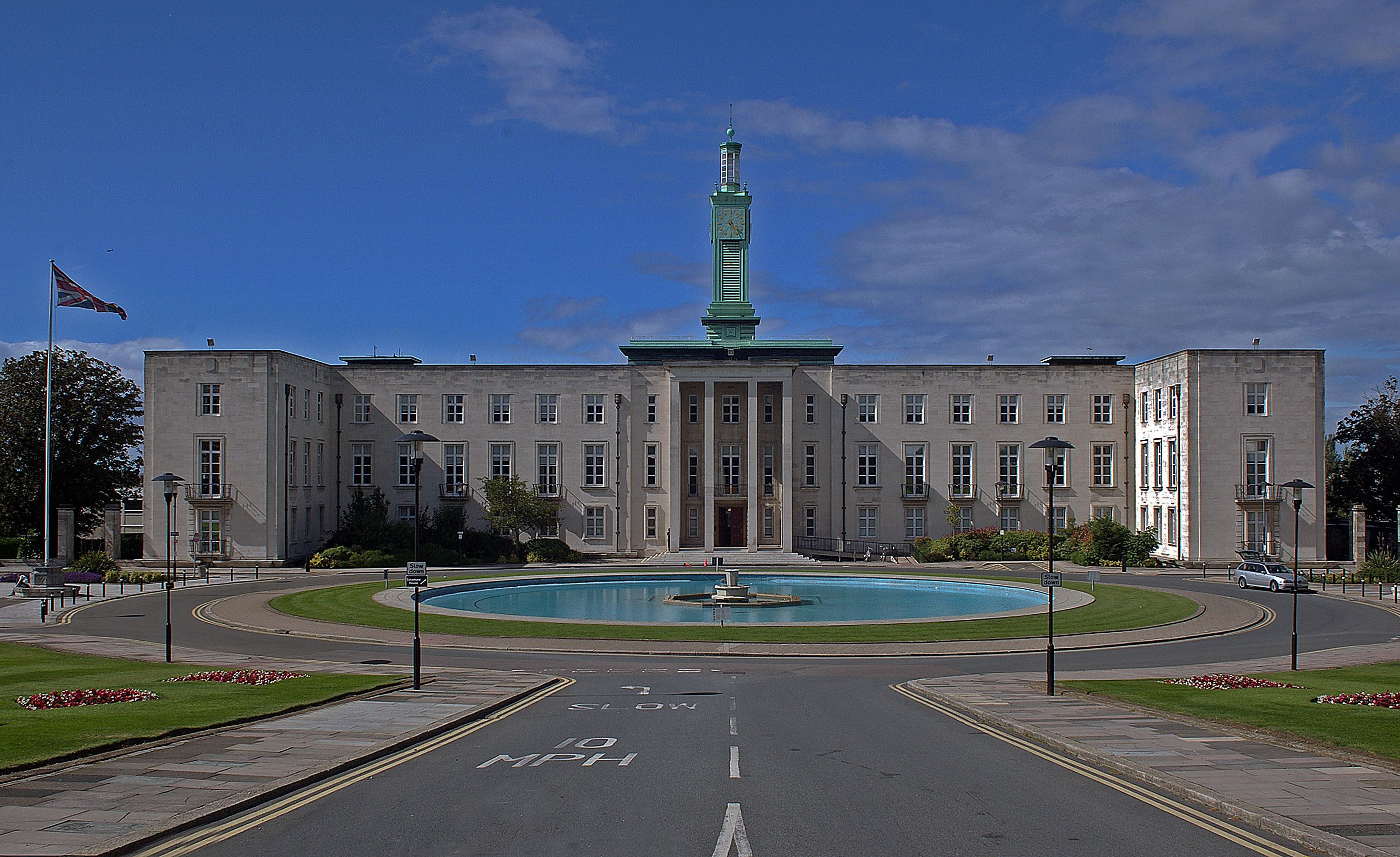
L'hôtel de ville de Waltham Forest, près de Londres, édifié par Philip Dalton Hepworth en 1937-1942, inspiré par le classicisme nordique suédois.

L'intérêt pour le Classicisme nordique, particulièrement dans ses formes les plus classiques, s'accrut à la fin des années 1970 et au début des années 1980 avec la montée du Postmodernisme, quand les critiques, les historiens et les professeurs d'architecture cherchèrent des antécédents historiques aux travaux de Michael Graves, Léon Krier et Robert Stern. Le Classicisme nordique procura ces racines opportunes, surtout avec les bâtiments d'Asplund qui firent école comme le cinéma Scandia à Stockholm (1924), le palais de justice de la région de Listers (1917-21), la villa Snellman à Stockholm (1917-18) et la bibliothèque publique de Stockholm (1920-28), ou encore le travail paysagé du cimetière Skogskyrkogården à Stockholm (1917-40) dessiné par Asplund et Sigurd Lewerentz.
Au vu des traditions architecturales de ces régions, on peut voir plusieurs antécédents ou raisons qui expliqueraient l'émergence du Classicisme nordique, depuis la tradition classique soutenue par l'architecture de l'absolutisme – c'est-à-dire  l'architecture des symboles du pouvoir des monarchies suédoise et danoise – jusqu'à l'architecture vernaculaire, par exemple en termes de symétrie, de détail ou de proportions.
Durant le XIXe siècle il y eut de nombreux facteurs contribuant à l'éclosion d'un classicisme épuré. L'enseignement de Jean Nicolas Louis Durand à l'École polytechnique de Paris au début du XIXe siècle essaya de rationaliser le langage architectural ainsi que les techniques de construction du Classicisme, permettant alors la composition à partir d'éléments simples. L'enseignement de Durant s'est répandu à travers l'Europe, avec en Allemagne le Romantisme dont les tenants sont Friedrich Gilly et Karl Friedrich Schinkel. Les archéologues mirent au jour les ruines de Pompéi, et les savants découvrirent à cette occasion l'utilisation courante de couleurs vives dans l'architecture romaine – un aspect qui avait été plus ou moins oublié par la Renaissance – et qui a été aussi mis en évidence dans les constructions grecques et égyptiennes. Cet aspect fut incorporé au Néoclassicisme et poursuivi dans le Classicisme nordique (voir le musée Thorvaldsen à Copenhague (1839-48) dessiné par M.G. Bindesbøll, incorporant des motifs égyptisants comme le fit aussi Asplund dans la bibliothèque publique de Stockholm).
Il y eut aussi des mouvements qui prirent le contrepied de ces influences. L'Art nouveau et le Romantisme national eurent peu d'impact au Danemark, alors qu'en Suède, en Norvège et en Finlande l'opposition Romantique nationale fut importante. Le Néoclassicisme était arrivé en Finlande via Saint-Pétersbourg, et était alors ressenti comme un langage architectural universel, mais dès la fin du XIXe siècle, il devint le symbole d'une occupation étrangère – dans ce cas, russe. Alors quand pointèrent les germes d'une indépendance politique en Finlande et en Norvège, une architecture romantique nationale tourmentée – une variation locale de l'Art nouveau – jouant sur les mythes nationalistes s'installa. Le Classicisme nordique fut ainsi une réaction à ce style et à l'éclectisme en général ; un mouvement cherchant l'universalisme, l'internationalisme et la simplicité.
Beaucoup d'architectes qui adoptèrent le style classique nordique firent leur voyage en Italie, surtout dans le nord du pays, pour étudier l'architecture vernaculaire italienne. Ayant à cette époque des liens particulièrement étroits avec l'Allemagne, une autre source importante d'inspiration vint de la critique allemande de l'Art nouveau, en particulier de Hermann Muthesius – un des promoteurs du mouvement Arts and Crafts britannique et fondateur du Deutscher Werkbund en 1907 –, et Paul Schultze-Naumburg, ainsi que, plus tard, des penseurs Heinrich Tessenow et Peter Behrens.
Alternativement la pensée développée par le Classicisme nordique devint une des bases du développement du Modernisme dans les pays scandinaves. L'idée que ce mouvement aurait assuré la continuité entre le vernaculaire et le Modernisme a été vue comme une position alternative de l'opinion historique acceptée en ce qui concerne l'ascension du Modernisme, commençant avec Le Corbusier et ses cinq points de l'architecture moderne vus comme le contrepoint des cinq principes de base du Classicisme. Une démonstration en temps réel du passage du Classicisme nordique à un pur Fonctionnalisme est donnée par la bibliothèque de Viipuri (1927-1935) d'Alvar Aalto qui connut une profonde transformation depuis la proposition originelle lors du concours en 1927 (fortement inspirée par Gunnar Asplund) au résultat final fortement fonctionnel livré huit ans plus tard, inspiré, lui, par Le Corbusier.